# Othon Ier de Hesse
Pour les articles homonymes, voir Othon Ier.
Othon Ier est né vers 1272 à Marbourg et mort le 17 janvier 1328 à Cassel. Il est landgrave de Hesse de 1308 à sa mort.

## Biographie
Othon est le fils aîné du landgrave Henri Ier de Hesse et de sa première épouse Adélaïde de Brunswick-Lunebourg. À la mort de son père, il doit partager le landgraviat avec son demi-frère cadet Jean, ne conservant que la Haute-Hesse avec Cassel. Cependant, Jean meurt dès 1311 sans héritier mâle, permettant à Othon de réunifier le landgraviat.

## Mariage et descendance
En 1297, Othon épouse Adélaïde (morte en 1335 ou 1339), fille du comte Othon III de Ravensberg (de). Cinq enfants sont nés de cette union :
- Henri II (avant 1302 – 1376), landgrave de Hesse ;
- Othon (1301-1361), archevêque de Magdebourg ;
- Louis (1305 – vers 1345) ;
- Hermann (de) (mort entre 1368 et 1370) ;
- Élisabeth de Hesse (morte après 1354), épouse en 1346 Rodolphe II de Saxe.